# Cabestro

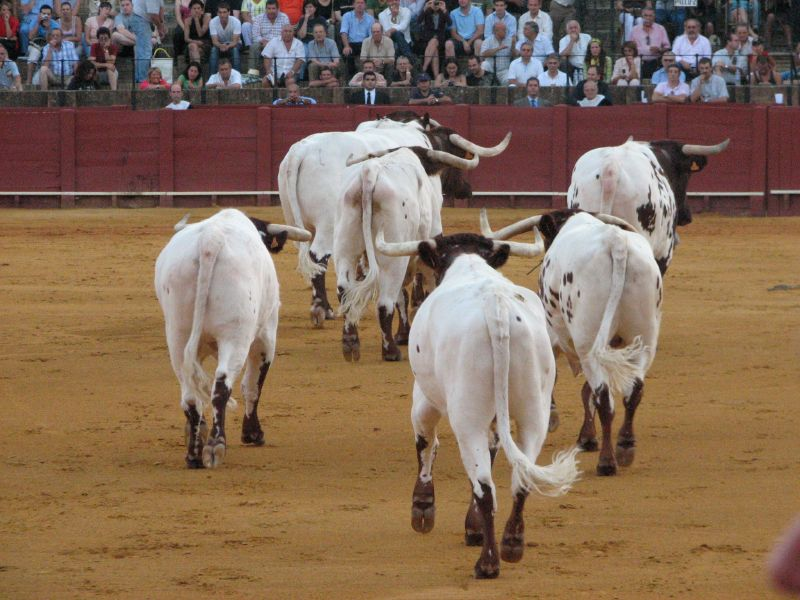
Cabestros nella plaza de toros di Siviglia.

Il cabestro (termine che appartiene alla lingua spagnola), è un bue addestrato per aiutare l'uomo nella gestione del bestiame da combattimento negli allevamenti e nelle arene della Spagna.
I cabestros non appartengono a razze da combattimento bensì a varietà più docili come la Morucha o la Retinta e sono spesso di dimensioni molto più grandi. Tra i compiti dei cabestros vi sono la guida dei tori durante gli encierros, la separazione di uno o più capi da una mandria all'interno di un allevamento, la conduzione delle mandrie all'abbeverata o a un guado, o l'accompagnamento di un toro fuori da un'arena dopo un indulto.